# 吳奇貴
吳奇貴為中國清朝武官官員，本籍福建。行伍出身的吳奇貴於1802年（嘉慶7年）奉旨接替聶世俊，於台灣地區擔任澎湖水師協副將。而隸屬台灣鎮之下的此官職職等為正二品，是台灣清治時期的這階段，扼守台灣海峽的重要武將，並統帥兩標水營，數千名水師兵勇。
| 前任： 聶世俊 | 澎湖水師協副將 1802年上任 | 繼任： 張世熊 |